# Timofei Kusnezow
Timofei „Trueteller“ Kusnezow (russisch Тимофей Кузнецов; englische Transkription Timofey Kuznetsov; * 14. Mai 1991) ist ein professioneller russischer Pokerspieler, der hauptsächlich online spielt.

## Persönliches
Kusnezow wuchs in einer kleinen Stadt in Sibirien auf. Mit 17 Jahren zog er nach Moskau und studierte dort Mathematik an der Lomonossow-Universität.

## Pokerkarriere
Kusnezow gilt unter dem Nickname Trueteller online als High-Stakes-Ikone und wurde in seinem Heimatland als Wunderkind gefeiert. Obwohl er bereits seit Januar 2011 Onlinepoker spielt, wurde seine Identität erst im Mai 2015 von einem Insider enthüllt. Auf den Plattformen PokerStars und Full Tilt Poker hat er durch Cash Games einen Profit von insgesamt mehr als 5 Millionen US-Dollar aufzuweisen. Ab Mitte Oktober 2018 war Kusnezow Werbeträger des Onlinepokerraums partypoker.
Live nahm Kusnezow mehrfach an der European Poker Tour teil, konnte sich jedoch nie in den Geldrängen platzieren. Im Juli 2015 spielte er beim Super High Roller Bowl im Aria Resort & Casino am Las Vegas Strip, dem mit einem Buy-in von 500.000 US-Dollar teuersten Pokerturnier des Jahres 2015. Dort erreichte er den Finaltisch und beendete das Turnier auf dem mit über 2 Millionen US-Dollar dotierten vierten Platz. Ende Mai 2016 gewann der Russe an gleicher Stelle das Aria Super High Roller mit einer Siegprämie von rund 750.000 US-Dollar. Anfang März 2019 setzte er sich beim Abschlussevent der Triton Poker Series in Jeju-do durch und sicherte sich beim in der Variante No Limit Hold’em Short Deck Ante-Only gespielten Turnier den Hauptpreis von umgerechnet knapp 1,9 Millionen US-Dollar. Mitte August 2019 erzielte Kusnezow in London bei derselben Turnierserie zwei Geldplatzierungen, die ihm umgerechnet über 1,8 Millionen US-Dollar einbrachten. Bei der partypoker Live Millions Super High Roller Series in Sotschi gewann er Mitte März 2020 das mit Short Deck gespielte neunte Event und erhielt 1,2 Millionen US-Dollar. Seine bis dato letzte Geldplatzierung erzielte der Russe Ende August 2021 bei der Super High Roller Series Europe 2021 im nordzyprischen Kyrenia.
Insgesamt hat sich Kusnezow mit Poker bei Live-Turnieren mehr als 8,5 Millionen US-Dollar erspielt und ist damit nach Igor Kurganow und Artur Martirossjan der dritterfolgreichste russische Pokerspieler.